# Șerban Săndulescu
Șerban Săndulescu (25 ianuarie 1932, Horezu - 20 decembrie 2000, Râmnicu Vâlcea) a fost un politician și inginer aeronaut cu titlul de doctor în științe; a absolvit în 1955 Facultatea de Mecanică a Institutului Politehnic București - secția construcții aeronautice. Săndulescu a participat la proiectarea primului avion cu reacție român (IAR 93). Ca  politician român, Săndulescu a fost senator de Vîlcea între anii 1992-2000, ales pe listele partidului PNȚCD. Șerban Săndulescu a inițiat 3 propuneri legislative în legislatura 1992-1996 și 4 propuneri legislative în legislatura 1996-2000. În legislatura 1992-1996, Șerban Săndulescu a fost membru în comisia economică, industrii și servicii (din noi. 1993) și în comisia pentru sănătate publică (din noi. 1993).  În legislatura 1996-2000, Șerban Săndulescu a fost membru în comisia pentru apărare, ordine publică și siguranță națională. 
Șerban Săndulescu a fost membru în Comisia Senatorială "Decembrie 1989". Ca urmare a participării sale la această comisie, a publicat în 1996 cartea "Decembrie '89. Lovitura de stat a confiscat revoluția română".

## Legaturi externe
- Șerban Săndulescu Arhivat în 22 august 2016, la Wayback Machine. la cdep.ro